# Kepler-160
Kepler-160 eller KOI-456, är en ensam stjärna belägen i den mellersta delen av stjärnbilden Lyran. Den har en skenbar magnitud av ca 14,78 och kräver ett kraftfullt teleskop för att kunna observeras. Baserat på parallaxmätning på ca 1,04 mas, beräknas den befinna sig på ett avstånd på ca 3 140 ljusår (960 parsek) från solen. Den rör sig närmare solen med en heliocentrisk radialhastighet på ca -22 km/s.

## Egenskaper
Kepler-160 är en gul till vit stjärna i huvudserien av spektralklass G2 V. Den har en radie som är ca 1,12 solradie och utsänder energi från dess fotosfär i samma omfattning som solen vid en effektiv temperatur av ca 5 500 K. Stjärnan, som är mycket lik solen i fråga om massa och radie, har tre bekräftade planeter och en obekräftad planet som kretsar kring den. Den är ganska gammal och har ingen observerbar omgivande stoftskiva. Stjärnans metallicitet är okänd, med motstridiga värden på antingen 40 eller 160 procent av solens metalliciteten.

## Planetsystem
Två tänkbara exoplaneter i Kepler-160-systemet upptäcktes 2010, publicerades i början av 2011 och bekräftades 2014. Planeterna Kepler-160b och Kepler-160c är inte i omloppsresonans trots att förhållandet mellan deras omloppsperiod är nära 1:3.
En ytterligare stenig transitplanet KOI-456.04, belägen i den beboeliga zonen, upptäcktes 2020,  och fler icke-transiterande planeter misstänks på grund av rester i lösningen för transittidsvariationerna. Vad forskare kan säga ser KOI-456.04 ut att vara mindre än dubbelt så stor som jorden och kretsar tydligen runt Kepler-160 på ungefär samma avstånd från jorden till solen (omloppsperionen är 378 dygn). Det kanske viktigaste är att den får ca 93 procent så mycket ljus som jorden får från solen. En icketransiterande planet, Kepler-160d, har en massa mellan cirka 1 och 100 jordmassor och en omloppsperiod mellan ca 7 och 50 dygn.
| Planet         | Massa           | Halv storaxel (AE)     | Siderisk omloppstid (d)     | Excentricitet       | Inklination | Radie                 |
| -------------- | --------------- | ---------------------- | --------------------------- | ------------------- | ----------- | --------------------- |
| b              | -               | 0,05511 +0,0019−0,0037 | 4,309397 +0,000013−0,000012 | 0                   | -           | 1,715 +0,061−0,047 R🜨 |
| c              | -               | 0                      | 13,699429 ± 0,000018        | 0,017 + 0,008−0,007 | -           | 3,76 +0,23−0,09 R🜨    |
| d              | 1 -100 ± 0,6 M🜨 | 0,1288 ± 0,0010        | 7 -50 ± 0,0006              | -                   | -           | -                     |
| e (obekräftad) | -               | 1,089 +0,028−0,025     | 378,417 +0,028−0,025        | 0                   | -           | 1,91 +0,17−0,14 R🜨    |